# John Pond
Pour les articles homonymes, voir Pond (homonymie).
John Pond, né en 1767 à Londres où il est mort le 7 septembre 1836, est un astronome britannique.

## Biographie

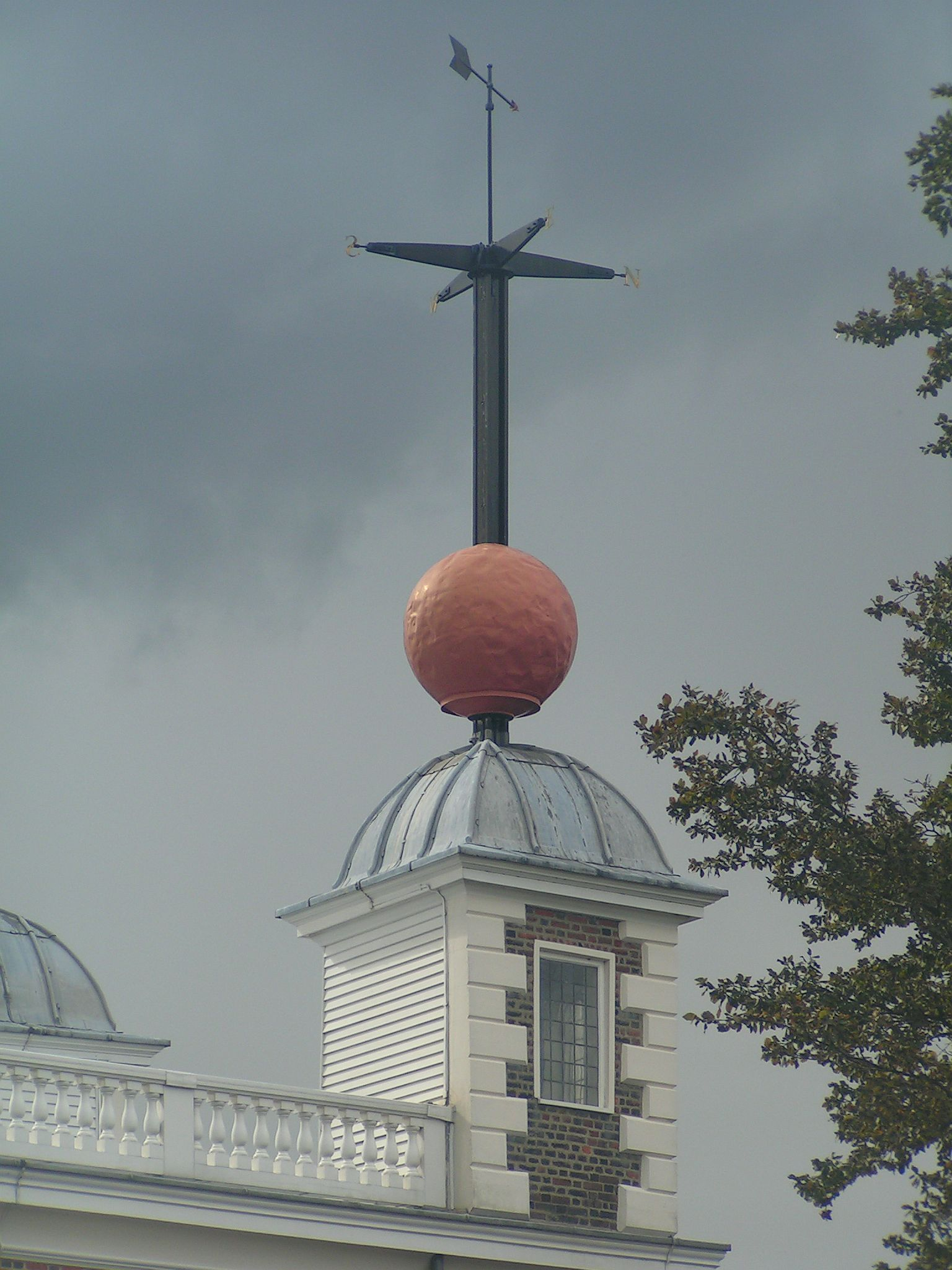
La boule horaire de l'Observatoire royal de Greenwich.

Pond naît à Londres où son père a fait fortune dans le commerce. Il entre au Trinity College à l'âge de 16 ans mais n'y reçoit aucun diplôme, ses études ayant été interrompues par de graves attaques pulmonaires qui l'assignent à résidence. En 1800 il s'installe à Westbury près de Bristol et commence à déterminer la position d'étoiles avec un cercle azimutal et d'altitude  de 80 centimètres de diamètre fabriqué par Edward Troughton. Il fait une démonstration en 1806 pour montrer l'effet bénéfique du changement de forme du quadrant mural de l'observatoire de Greenwich qui conduit à l'adoption de son idée et à sa nomination à la tête de l'observatoire. Il est élu membre de la Royal Society le 26 février 1807. La même année il se marie et vient vivre à Londres. Il succède à Nevil Maskelyne comme Astronomer Royal.
Durant son administration, Pond effectue une réforme de l'astronomie pratique en Angleterre comparable à celle effectué Friedrich Bessel en Allemagne. En 1821, il commence à utiliser des réflecteurs et un 1825 il arrive à combiner l'utilisation d'une observation direct et d'une indirect via un réflecteur pour examiner le même objet. Sous ses auspices l'équipement de Greenwich a été complètement changé et le nombre d'assistant augmenté de un à six. La précision des mesures de Pond a été attesté par Seth Carlo Chandler en 1894, durant ses recherches sur les variations de latitude. Pond s'engage dans une controverse persistante (1810-1824) avec John Brinkley sur une question de dérive de la position des étoiles au cours de l'année, Pond finit par prouver que cette dérive n'existe pas. Il est aussi brièvement superintendant de l'almanach nautique (1829-1831). Des problèmes de santé le poussent à se retirer à l'automne 1835.
La Royal Society lui décerne la médaille Copley en 1823 et le prix Lalande lui est attribué par l'Académie des sciences, dont il est membre  correspondant, en 1817. Il publie huit volumes d'observations, traduit le Système du monde de Pierre-Simon de Laplace et contribue à plus de 30 articles. Son catalogue de 1 112 étoiles (1833) a été d'une grande valeur.
Comme Astronomer Royal, Pond est responsable de changement substantiel à l'observatoire de Greenwich tant du point de vue de l'équipement que de nouvelles pratiques de travail. Sa plus notable modification est sans doute l'installation de la première boule horaire sur le toit de l'observatoire, le premier signal public en Grande-Bretagne permettant de synchroniser les chronomètres des marins.
Il meurt à Blackheath et il est inhumé à côté d'Edmond Halley et près de Nathaniel Bliss dans le cimetière de Saint Margaret dans les environs de Lee (Londres).
L'astéroïde (7542) Johnpond porte son nom.